# Rafael Vilasanjuan
Rafael Vilasanjuan Sanpere (Barcelona, 29 de octubre de 1961) es un periodista, ensayista y gestor español.

## Biografía
Rafael Vilasanjuan es licenciado en Ciencias de la Información por la Universidad Autónoma de Barcelona. En la actualidad (2021) es el director de Análisis y Desarrollo Global del Instituto de Salud Global de Barcelona (ISGlobal) desde 2011, organización que ha tenido un papel importante en la respuesta a la pandemia por Covid-19. Con anterioridad fue subdirector gerente del Centro de Cultura Contemporánea de Barcelona de 2006 a 2011.
En el ámbito internacional, Vilasanjuan trabajó durante doce años en Médicos Sin Fronteras (MSF) entre 1995 y 2006, organización en la que ejerció diversos cargos y con la que llegó a ser secretario general de 1999 a 2005. Con MSF estuvo en importantes áreas de conflicto como Afganistán, Chechenia, Somalia, Sudán, República Democrática del Congo o Irak e impulsó la Iniciativa Medicamentos para Enfermedades Olvidadas (DNDi, por sus siglas en inglés), con el objetivo de crear y ofrecer nuevos fármacos para dolencias que afectan a países en desarrollo. También presidió el comité directivo de la Global Alliance of Vaccines Immunization (2017-2018), una organización internacional que facilita el acceso a las vacunas de enfermedades infecciosas a la población más vulnerable. Finalmente, ha participado en misiones de observación con el Instituto Nacional Demócrata para los Asuntos Internacionales (NDI, por sus siglas en inglés) velando por la limpieza de procesos electorales en Oriente Medio.
Como periodista, Vilasanjuan inició sus primeros pasos en los años 1990 en El Correo Catalan o Antena 3 Radio. En la actualidad escribe una columna de opinión semanal en El Periódico, en la sección Internacional, también colabora semanalmente como analista de asuntos políticos en diversos medios de comunicación como la Cadena SER, TV3 o El País. Es autor de varias obras de ensayo como Las fronteras de Ulises. El viaje de los refugiados a Europa. (Debate, 2021) / Les fronteres d’Ulisses. La crisis dels refugiats a Europa (Magma, 2019) donde reivindica la inmigración como una oportunidad para impulsar el cambio.